# NGC 325
NGC 325 este o galaxie spirală situată în constelația Balena. A fost descoperită în 27 septembrie 1864 de către Albert Marth.